# 日本テコンドー協会
日本テコンドー協会（にほんテコンドーきょうかい、英: Japan Taekwondo Association, JTA）は、2001年に創設された日本のテコンドーの新興国内競技連盟。「日本テコンドー」を傍受し、「フルコンタクト・テコンドー」を標榜している。
突き技・蹴り技はITFテコンドーをルーツとして継承している。
一方、型はJTA独自に創造されたものであり、その名称は日本の歴史上の人物に因んだものになっている。
空手や拳法などの他武道の有段者に無審査で公認段位を認定する事（ギフト有段者）は認めないとしているが、上層部は離脱前のITFの段位を継承した上で昇段している。
なお、公式ウェブサイトでの創立年は1984年となっているが、これは前身団体にあたる日本国際テコンドー協会（ITF-JAPAN）城南支部の創立年であり、団体自体の創設年ではない。

## 歴史
- 1983年 - 河明生、日本国際テコンドー協会 (ITF-JAPAN) 本部専任指導員に就任。
- 1984年 - 河明生、JTA の前身団体にあたるITF-JAPAN城南支部を創立。
- 2001年 - 河明生、ITF-JAPANより退会。自らが率いる支部組織を「日本テコンドー協会」に改名・再組織し、会長に就任。「蹴美 (シュウビ)」概念創造。JTA独自の約束組手を体系化。
- 2002年 - 第13回全日本フルコンタクト・テコンドー選手権大会を後楽園ホールで開催。初の全日本フルコンタクト・テコンドー選手権大会であるが、それまでに開催された ITF-JAPAN の全日本大会の開催回を継承する形で、初回を第13回としている。
- 2005年 - 河明生、「蹴武 (シュウブ)」概念創造。JTA独自の型の体系化に着手。

## 目的
1. 「日本テコンドー」を社会教育事業として日本全国に普及し、日本人および在留外国人の心身充実に貢献する。
2. 青少年に礼儀礼節の精神を涵養し、健全なる青少年の育成に貢献する。
3. 全日本大会、世界大会、オリンピック等に出場し、活躍する選手を輩出し、日本のスポーツ・武道振興に貢献する。
4. ITFやWTF（のちのWT）との親睦・交流を推進し、テコンドー界の連帯と団結をはかる。

## 哲学
JTAは、克己精神涵養・文武両道・礼儀信義・孝・公益等を重視した七つの精神を掲げている。

### 七大精神
- 一、我々は、克己の精神を涵養すること。
- 一、我々は、文武両道を志すこと。
- 一、我々は、礼儀と信義を重んじること。
- 一、我々は、家族に感謝し、孝を心がけること。
- 一、我々は、社会に感謝し、公益を心がけること。
- 一、我々は、神仏を尊び、奉仕の精神を忘れざること。
- 一、我々は、日本跆拳道の道を全うすること。

## 蹴武の型
有級者の型
- 四方型（しほうがた）- 四方への防御、突きの基本動作の型
- 南 洲（ナンシュウ）- 前蹴りの型
- 青 淵（セイエン）- 回し蹴りの型
- 龍 馬（リョウマ）- 横蹴りの型
- 武 蔵（ムサシ）- 後ろ横蹴りの型
- 謙 信（ケンシン）- 後ろ回し蹴りの型
- 清 衡（キヨヒラ）- 捻り蹴りの型
- 義 家（ヨシイエ）- 踵落とし蹴りの型

有段者の型　
- 柳 韓（ユーハン）- 飛び踵落としの型
- 忠 武（チュンム）- 飛び捻り蹴りの型
- 若 光（ジャッコウ）- 飛び後回し蹴りの型
- 乙 支（ウルチ）- 飛び後横蹴りの型
- 関 羽（カンウ）- 飛び横蹴りの型
- 張 良（チョウリョウ）- 飛び回し蹴りの型
- 聖 徳（ショウトク）- 飛び前蹴りの型

## 所属選手
- 尾崎圭司